# José Augusto Rosa
José Augusto Rosa (Ourinhos, 4 de octubre de 1966), también conocido como Capitán Augusto (Capitão Augusto), es un policía militar y político brasileño, afiliado al PL. Actualmente es diputado por el estado de San Pablo.

## Trayectoria
Durante las elecciones estatales de 2014, fue elegido diputado del Estado de São Paulo, habiendo recibido 46.905 votos - representando el 0.22% de los votos válidos de aquella elección. Sin embargo, se benefició de los votos concedidos al diputado federal Tiririca, de su mismo partido.
Votó a favor del Proceso de destitución de Dilma Rousseff. Durante el Gobierno de Michel Temer, votó a favor de los presupuestos y en abril de 2017 dio su voto a favor de la Reforma laboral. Sin embargo, en agosto de 2017 votó a favor del proceso de abrir una investigación al presidente Michel Temer.
Obtuvo 242.327 votos totales (1,15% de los votos válidos) y fue elegido diputado federal por São Paulo en el primer turno de las elecciones de 2018. Fue el tercer candidato más votado en el Partido Republicano y el décimo en el estado de SP.